# John Farrow (Skeletonpilot)
John Farrow (* 18. Februar 1982 in North Sydney, New South Wales) ist ein australischer Skeletonsportler.
John Farrow begann 2008 mit dem Skeletonsport und gehört seit 2009 dem Nationalkader Australiens an. Zum Auftakt der Saison 2009/10 gab er sein internationales Debüt im Skeleton-America’s-Cup, an dessen acht Saisonrennen er immer teilnahm. Seine drei ersten Rennen bestritt er in Park City, wo er zum Einstand Neunter wurde und bereits im zweiten Rennen mit Iain Roberts den geteilten dritten Rang belegte. Im Januar 2010 nahm Farrow in Calgary auch erstmals an Rennen des Skeleton-Intercontinentalcups teil und wurde dort 13. und 16. Auch die Saison 2010/11 begann der Australier mit Rennen im Skeleton-America’s-Cup. Noch im selben Monat nahm er in Cesana an seinen ersten Rennen des Skeleton-Europacups teil, bei denen er die Ränge 13 und 15 erreichte. Im Dezember kam er als Siebter in Winterberg erstmals unter die besten zehn im Europacup. Im Januar 2011 debütierte er schließlich im Skeleton-Weltcup mit einem 25. Platz in Igls. Außerdem nahm er im Februar an seinen ersten Weltmeisterschaften teil, wo er den 23. Rang belegte. Im April 2011 startete er nach einem fünften Rang beim Saisonfinale des Skeleton-America’s-Cup auch als Anschieber bei zwei Rennen im America’s Cup im Bobsport.
2011 verletzte sich John Farrow bei einem Sturz beim Aufwärmen schwer am linken Bein, woraufhin er die gesamte Wettkampfsaison 2011/12 verpasste. In der Saison 2012/13 kehrte er im Intercontinentalcup in die internationalen Wettbewerbe zurück und erreichte beim vorletzten Rennen der Saison in Altenberg mit Rang 9 sein bestes Ergebnis in dieser Rennserie. Bei der Weltmeisterschaft 2013 wurde er 27. In der Folgesaison nahm er wieder am Weltcup teil und erreichte Platzierungen zwischen 17 und 25, womit er im Gesamtweltcup den 20. Platz belegte. Bei den Olympischen Spielen in Sotschi zum Abschluss der Saison erreichte er den 17. Rang. 2014/15 startete Farrow mit vier Siegen im Nordamerikacup in die Saison. Anschließend bestritt er fünf Rennen im Weltcup, wo er Ergebnisse zwischen Rang 20 und 27 erzielte. Die Weltmeisterschaft schloss er erneut auf dem 27. Platz ab. Die Saison 2015/16 begann für Farrow mit vier Podestplätzen in der ersten Saisonhälfte des Nordamerikacups.